# Classic fond
Classic Fond («Лучшие игры для IBM PC») — компания, издававшая компьютерные игры в России в 1990-е годы.

## История
Компания имела подразделениями в двух городах — Москве и Санкт-Петербурге. Основным источником игр являлся доступ к американским BBS и связи с людьми за границей. С 1992 года группа начала выпуск нелицензионных сборников игр на CD-ROM под одноимённым названием. В виду отсутствия свободного и быстрого доступа к Интернету, эти сборники получили большое распространение, и дали российским компьютерным пользователям возможность познакомиться с новыми компьютерными играми. Каталоги игр были хорошо структурированы, снабжены описанием и скриншотами, начиная с третьего диска.
На первых двух сборниках в файле «readme» написано, что доказательством, того что эта серия может называться «лучшие игры» является тот факт, что подборка покрывает 80—90 % любых рейтингов игр на 1994 год, например, журнала «PC-Games» или «Top-100»[неизвестный термин] сети Интернет. В среднем, представленная выборка составляет около 50 % ассортимента хорошего каталожного магазина «games-software» или 30—40 % лучших игр разных годов. Общий объем представленных игр на втором диске составлял более 2 ГБ в распакованном виде.
На обложке первых пяти дисков был нарисован играющий на компьютере молодой человек, который держал джойстик в правой руке, левую — на клавиатуре. Справа на него смотрит тень в виде динозавра.
С 1994 по 1999 год было выпущено 60 дисков. В 2000 году диски перестали выходить из-за того, что одна игра стала занимать целый диск, и компания закрылась.